# Estrela CH
As estrelas CH são uma classe de estrelas de carbono caracterizadas pela presença de bandas de absorção CH fortes nos seus espectros. Pertencentes à população estelar II, são estrelas pobres em metais e em geral relativamente antigas, com uma luminosidade inferior à das estrelas de carbono C-N clássicas. Tipicamente encontram-se no halo galáctico e em aglomerados globulares. Possuem bandas de absorção fraca para outros tipos de metais, como o ferro
Foram reconhecidas por Keenan em 1942.
O estudo das estrelas CH pode proporcionar informação directa sobre o papel desempenhado por estrelas do halo de baixa e média massa na evolução precoce da galáxia.
Muitas destas estrelas formam parte de sistemas binários, e é razoável crer que isto é assim para todas as estrelas CH. De modo igual às estrelas de bário, são provavelmente o resultado de uma transferência de massa de uma antiga estrela de carbono clássica, agora uma anã branca, para a estrela actualmente classificada como estrela CH.
O estudo deste tipo de estrelas foi importante para entender a síntese de elementos pesados que ocorre no interior das estrelas, nomeadamente através de recções que captura de neutrões. Foram igualmente importantes na análise dos sistemas binários, visto que permitiram evidenciar a transferência de massa entre os componentes que altera a composição superficial da estrela companheira.
HE 1327-2326, na constelação de Hydra, é um exemplo deste tipo de estrelas. No aglomerado ω Centauri é possível observar uma população grande deste tipo de estrelas. Esta classe de estrelas tem relação próxima com as estrelas de bário.